# Tour de France 2006/11. Etappe
Die 11. Etappe der Tour de France 2006 am 13. Juli war die zweite und anspruchsvollere Pyrenäen-Etappe. Auf den 206,5 km von Tarbes nach Val d’Aran in Katalonien mussten die verbliebenen Fahrer fünf Pyrenäenpässe, darunter den Col du Tourmalet (2115 m, Kategorie HC), den Col d’Aspin (1489 m, Kategorie 1), den Col de Peyresourde (1569 m, Kategorie 1) und den Col du Portillon (1293 m, Kategorie 1), überwinden. Das Ziel auf dem Pla-de-Beret befand sich in 1830 m Höhe, die Bergwertung in 1860 m (Kategorie 1).
Wie bereits am Vortag versuchten direkt zu Beginn einige Fahrer die Flucht nach vorne anzutreten. Aber erst bei km 31,5 konnten sich David de la Fuente und Iker Camaño absetzen. Zu ihnen gesellten sich kurze Zeit später Fabian Wegmann und Juan Antonio Flecha. Ihr Vorsprung wuchs schnell auf maximal 8:13 min an. Zusammen erreichten sie den Tourmalet und den Aspin. In der Abfahrt vom Tourmalet attackierte Thomas Voeckler aus dem Feld heraus und schloss im Anstieg zum Col de Peyresourde bis auf 20 Sekunden zu den Führenden auf, während Camaño und Flecha das Tempo der Gruppe nicht mehr halten konnte und zurückfielen. Ebenso musste Voeckler seiner Aufholjagd Tribut zollen und das Führungsduo ziehen lassen.
De la Fuente erklomm als Erster den Peyresourde, während auch Wegmann wenige Meter vor dem Gipfel nicht mehr mithalten konnte. Auf der folgenden Abfahrt konnte Wegmann wieder heranfahren, bevor er dann am Fuß des Col du Portillon erneut den Anschluss verlor. Im Hauptfeld übernahm währenddessen T-Mobile das Tempodiktat und der in Gelb fahrende Cyril Dessel fiel zurück, ebenso George Hincapie und Juan Miguel Mercado. Auch am Portillon war de la Fuente der Erste, gefolgt von einer 16-köpfigen Spitzengruppe mit den Favoriten auf den Gesamtsieg. Auf dem leicht ansteigenden Teilstück zum letzten Anstieg attackierten Damiano Cunego und David Arroyo aus der Favoritengruppe. De la Fuente ließ seine beiden Verfolger aufschließen, jedoch war die Flucht 24 Kilometer vor dem Ziel beendet.
Im Schlussanstieg erhöhte dann das Rabobank-Team in Person von Michael Boogerd das Tempo für seinen Kapitän Denis Menschow, den Sieger der Vuelta a España 2005. Die Gruppe schrumpfte auf sieben Fahrer, namentlich Boogerd, Menschow, Carlos Sastre, Andreas Klöden, Levi Leipheimer, Cadel Evans und Floyd Landis. Nachdem Boogerd seine Arbeit verrichtet hatte, attackierte Menschow acht Kilometer vor dem Ziel. Klöden konnte als Einziger der Favoriten nicht folgen. Ein Kilometer vor der Bergwertung griff Leipheimer an, dem nur Menschow und Landis folgen konnten. Im Zielsprint der drei Fahrer siegte Menschow vor Leipheimer und Landis.
Landis sicherte sich durch die acht Sekunden Zeitgutschrift für den dritten Platz das Gelbe Trikot mit ebendiesem Vorsprung auf Dessel. De la Fuente holte sich durch seine Flucht das Gepunktete Trikot, das er bereits auf der 3. Etappe getragen hatte.

## Aufgaben
- 12 Giovanni Lombardi – während der Etappe, Magenprobleme
- 102 Wilfried Cretskens – während der Etappe, Tod der Großmutter
- 121 Iban Mayo – während der Etappe, Halsschmerzen

## Zwischensprints
1. Zwischensprint in Arcizac-Ez-Angles (17,5 km)
| Erster  | Robbie McEwen    | 6 P. und 6 s |
| Zweiter | Gert Steegmans   | 4 P. und 4 s |
| Dritter | Philippe Gilbert | 2 P. und 2 s |

2. Zwischensprint in Luchon (151 km)
| Erster  | David de la Fuente  | 6 P. und 6 s |
| Zweiter | Fabian Wegmann      | 4 P. und 4 s |
| Dritter | Juan Antonio Flecha | 2 P. und 2 s |

## Bergwertungen
Col du Tourmalet, Kategorie HC (75 km)
| Erster   | David de la Fuente  | 20 P. |
| Zweiter  | Fabian Wegmann      | 18 P. |
| Dritter  | Iker Camaño         | 16 P. |
| Vierter  | Juan Antonio Flecha | 14 P. |
| Fünfter  | Thomas Voeckler     | 12 P. |
| Sechster | Michael Rasmussen   | 10 P. |
| Siebter  | Cyril Dessel        | 8 P.  |
| Achter   | Georg Totschnig     | 7 P.  |
| Neunter  | Christophe Moreau   | 6 P.  |
| Zehnter  | Michael Boogerd     | 5 P.  |

Col d’Aspin, Kategorie 1 (105 km)
| Erster   | Fabian Wegmann      | 15 P. |
| Zweiter  | David de la Fuente  | 13 P. |
| Dritter  | Juan Antonio Flecha | 11 P. |
| Vierter  | Iker Camaño         | 9 P.  |
| Fünfter  | Thomas Voeckler     | 8 P.  |
| Sechster | Michael Rasmussen   | 7 P.  |
| Siebter  | Michael Boogerd     | 6 P.  |
| Achter   | Pietro Caucchioli   | 5 P.  |

Col de Peyresourde, Kategorie 1 (136 km)
| Erster   | David de la Fuente  | 15 P. |
| Zweiter  | Fabian Wegmann      | 13 P. |
| Dritter  | Juan Antonio Flecha | 11 P. |
| Vierter  | Michael Rasmussen   | 9 P.  |
| Fünfter  | Michael Boogerd     | 8 P.  |
| Sechster | Pietro Caucchioli   | 7 P.  |
| Siebter  | José Luis Arrieta   | 6 P.  |
| Achter   | Stéphane Goubert    | 5 P.  |

Col du Portillon, Kategorie 1 (161 km)
| Erster   | David de la Fuente | 15 P. |
| Zweiter  | Michael Rasmussen  | 13 P. |
| Dritter  | Michael Boogerd    | 11 P. |
| Vierter  | Floyd Landis       | 9 P.  |
| Fünfter  | Christophe Moreau  | 8 P.  |
| Sechster | Carlos Sastre      | 7 P.  |
| Siebter  | Levi Leipheimer    | 6 P.  |
| Achter   | Fränk Schleck      | 5 P.  |

Puerto de Beret*, Kategorie 1 (204,5 km)
| Erster   | Denis Menschow  | 30 P. |
| Zweiter  | Floyd Landis    | 26 P. |
| Dritter  | Levi Leipheimer | 22 P. |
| Vierter  | Carlos Sastre   | 18 P. |
| Fünfter  | Cadel Evans     | 16 P. |
| Sechster | Michael Boogerd | 14 P. |
| Siebter  | Andreas Klöden  | 12 P. |
| Achter   | Haimar Zubeldia | 10 P. |

*Die Punkte der Bergwertung werden verdoppelt, wenn der letzte Pass der Etappe der Kategorie HC, 1 oder 2 entspricht.
- Siehe auch: Fahrerfeld